# فريدريش هيرزفيلد
فريدريش هيرزفيلد (بالألمانية: Friedrich Herzfeld)‏ هو ناقد موسيقي وكاتب ألماني، ولد في 17 يونيو 1897 في درسدن في ألمانيا، وتوفي في 19 سبتمبر 1967.

## وصلات خارجية
- فريدريش هيرزفيلد على موقع IMDb (الإنجليزية)
- فريدريش هيرزفيلد على موقع كينوبويسك (الروسية)